# Alja Rachmanowa

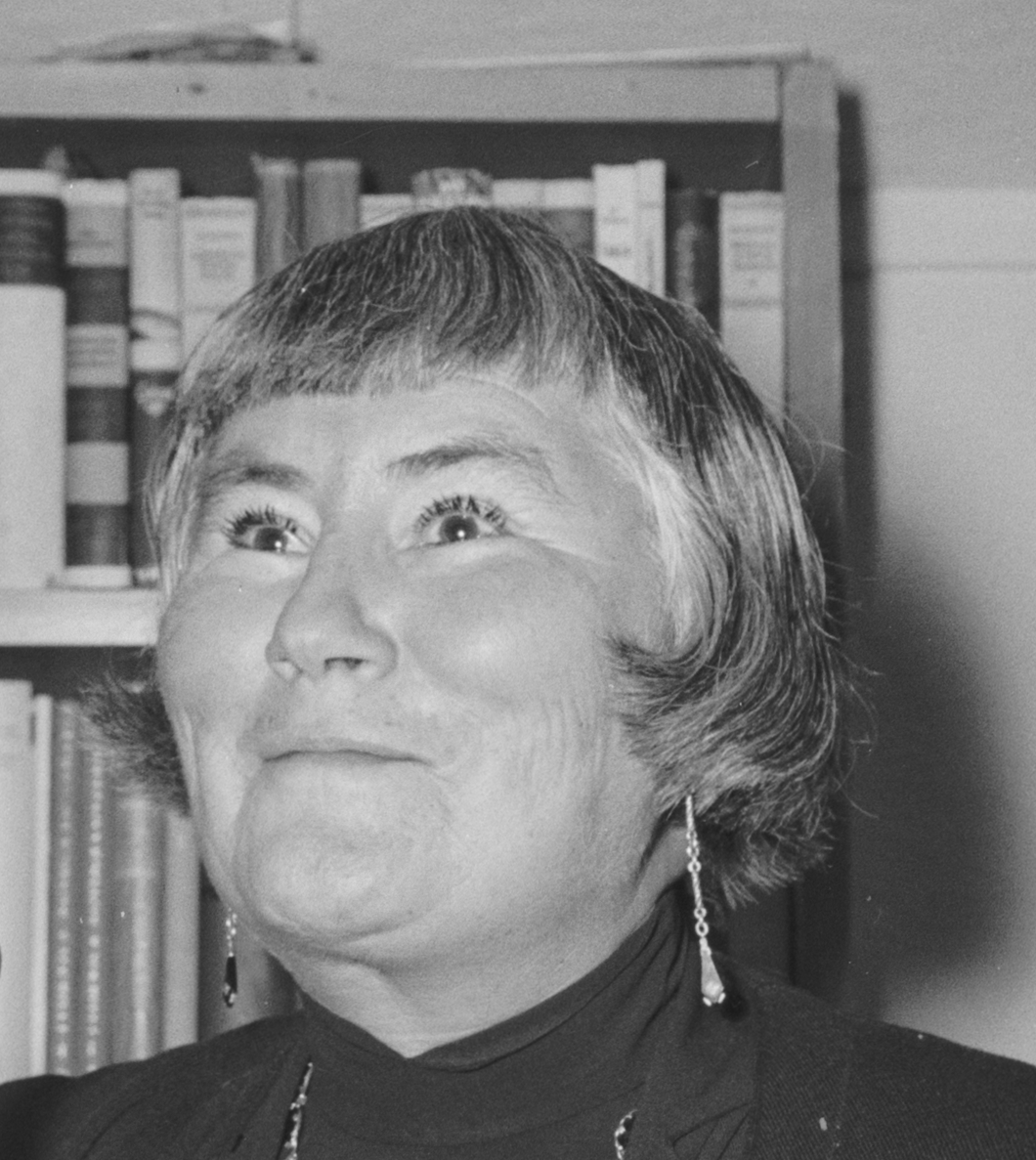
Alja Rachmanowa um 1965

Alja Rachmanowa (* 27. Juni 1898 in Kasli in der Nähe von Jekaterinburg im Ural als Galina Djuragina; † 11. Februar 1991 in Ettenhausen, Schweiz) war eine russische Schriftstellerin. Ihre Tagebuchaufzeichnungen wurden in 21 Sprachen übersetzt. Sie wurde damit zu einer der bekanntesten Schriftstellerinnen der Zwischenkriegszeit.

## Leben und Werk

### Jugend in Russland
Galina Djuragina, die später das Pseudonym Alja Rachmanowa annahm, wuchs als erste von drei Töchtern einer großbürgerlichen orthodoxen Familie in Kasli in der Nähe von Perm im Ural auf.
Ihr 1932 erschienenes autobiografisches Buch Geheimnisse um Tataren und Götzen beschreibt ihre relativ unbeschwerte Kindheit in einem reichen Elternhaus, im Kontakt zur archaischen Lebensweise der Tataren, beschreibt abenteuerliche Ausflüge und Erlebnisse und die ihr wichtige Weissagung eines Einsiedlers: „Sie werden sehr glücklich werden, Fräulein, aber Sie werden auch viel Unglück und Kummer haben“. Galina Djuragina sah das Führen ihrer Tagebücher, aus denen viele ihrer Werke schöpften, immer als „unumgängliche Lebensnotwendigkeit“ an.
Studenten, Liebe, Tscheka und Tod erschien 1931 als erster Band der Trilogie Meine russischen Tagebücher. Er behandelt die Ereignisse in Russland kurz vor und nach der Oktoberrevolution aus der Sicht der Familie der Erzählerin. Was als Schilderung der Gefühlszustände eines Mädchens beginnt, entwickelt sich bald zu einem dramatischen Szenario. Der Zar wird gestürzt, die Bolschewiki sind an der Macht, ein einsiedlerisch lebender Starez wird zum „Beweis“, dass es keinen Gott gibt, öffentlich gepfählt, Erschießungen, Hausdurchsuchungen, Verhaftungen, Plünderungen, Krankheit, Angst und Schrecken sind infolge des Roten Terrors an der Tagesordnung. „Wir können uns schon gar nicht mehr vorstellen, dass man ausgekleidet schlafen, anders als flüsternd sprechen, auch nur eine Minute leben kann, ohne zu fürchten, man werde erschossen“, vertraut die Studentin ihrem Tagebuch an, das sie kaum noch aus seinem Versteck hervorzuholen wagt. Ihre Heimatstadt wird von der Weißen Armee erobert, vorübergehend tritt Entspannung ein, aber dann nähert sich die Rote Armee, die Familie flieht in einem Zug von Viehwaggons nach Irkutsk, wo Galina Djuragina mit dem Psychologiestudium beginnt.
Ehen im roten Sturm schließt unmittelbar an den ersten Band an. Galina Djuragina verliebte sich in einen österreichischen Kriegsgefangenen, der aus Liebe zu ihr in dem vom Bürgerkrieg geschüttelten Sowjetrussland blieb. Fünf Monate darauf heirateten sie in Omsk, wohin die Familie hatte ziehen müssen, und lebten dort in einem Waggon auf dem Güterbahnhof. 1922 kam der Sohn Jurka in einem sowjetischen „Gebärhaus“ unter schwierigen pflegerischen und hygienischen Bedingungen zur Welt. Die ersten Ehejahre der Autorin mit ihrem aus Czernowitz stammenden und in Salzburg aufgewachsenen Mann Arnulf von Hoyer waren überschattet von Hunger, Kälte und der Angst vor der Liquidierung durch die Tscheka, die 1922 zur GPU verstaatlicht wurde. Die Ehe wurde zu einer „Insel des Glücks“, das der nachrevolutionären Mangelwirtschaft täglich abgetrotzt werden musste. Auf der Rückfahrt von Omsk trafen sie auf ganze Züge voller apathisch Verhungernder. Als sie in ihrer Heimatstadt ankamen, hatte das ehemalige Dienstmädchen alle Zimmer ihres Hauses vermietet und durfte ihnen auf Anweisung der Kommunisten keines zurückgeben. Arnulf von Hoyer (der im Buch Otmar heißt) fand eine Stelle als Englischlektor, Galina Djuragina hielt Vorlesungen über Psychologie der Kindheit und Kinderliteratur. 1925 wurde die dreiköpfige Familie ohne Angabe von Gründen aus der Sowjetunion ausgewiesen.

### Exil in Österreich

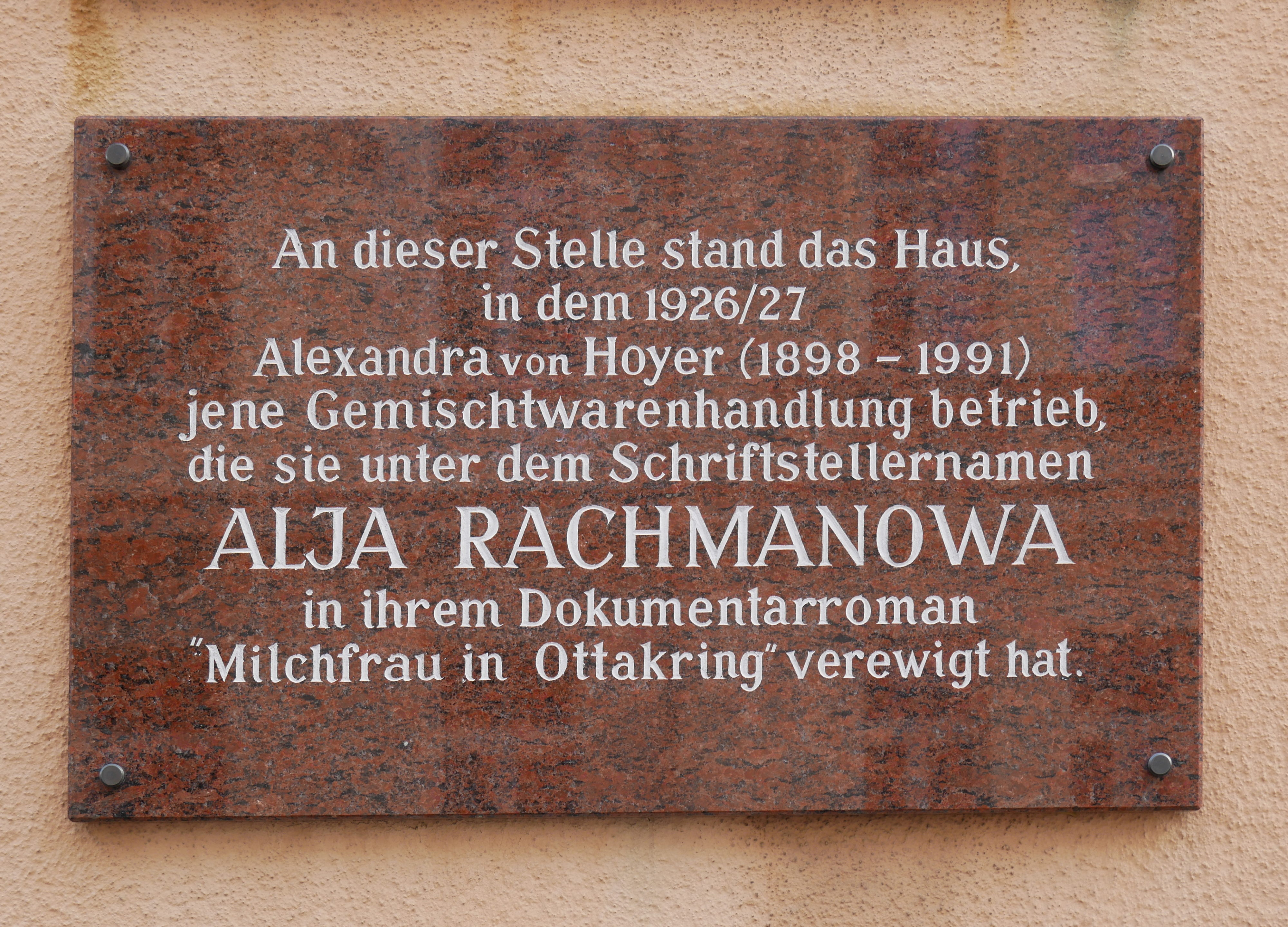
Gedenktafel am Standort der Greißlerei in der Hildebrandgasse

Die Familie versuchte, in dem von Arbeitslosigkeit und Not geplagten Wien Fuß zu fassen. Galina Djuragina bot einer Redaktion eine Erzählung aus dem russischen Leben an, diese wurde jedoch abgewiesen. Die Familie beschloss, ein Lebensmittelgeschäft zu betreiben, und lebte in einem kleinen Raum hinter dem Laden im Wiener Bezirk Währing. Während Arnulf von Hoyer auf der Universität die in Russland abgelegten Prüfungen, die in Österreich nicht anerkannt wurden, nachholen musste, sorgte Galina Djuragina eineinhalb Jahre lang als Milchfrau für den Unterhalt der Familie. Die Akademikerin, die anfangs nur gebrochen Deutsch sprach, nutzte jede freie Minute, um die Geschichten, die ihr von ihrer Kundschaft erzählt wurden, aufzuschreiben. Sie litt unter Heimweh, die Briefe ihrer Eltern waren bedrückend, auch wurde sie gelegentlich vom sowjetischen Geheimdienst beschattet. Die Ermordung des rumänischen Tenors Traian Grozăvescu wurde von den Kundinnen kommentiert. Die Julirevolte von 1927 beunruhigte sie heftig. Die Ermordung des sowjetischen Botschafters Pjotr Woikow in Warschau durch den 18-jährigen Boris Kowerda löste Befürchtungen vor Racheakten in Russland aus.
1927 übersiedelte die Familie in die Heimatstadt Arnulf von Hoyers, Salzburg, wo er eine Lehrerstelle antrat. Ihre Lebensumstände verbesserten sich, als der Salzburger Verlag Anton Pustet Galina Djuraginas Tagebücher, von ihrem Mann ins Deutsche übersetzt, in Buchform herausbrachte. Zum Schutz ihrer in Russland verbliebenen Verwandten nahm sie das Pseudonym Alja (Alexandra) Rachmanowa an. Das Werk Milchfrau in Ottakring wurde ein Erfolg. Ihre Werke wurden in 22 Sprachen übersetzt. Die Fabrik des neuen Menschen (1935) erhielt als bester antibolschewistischer Roman den ersten Preis der Académie d’Education et d’Etudes Sociales.
Die Familie zog in eine Villa am Giselakai, Arnulf von Hoyer bekam eine Stelle als Gymnasiallehrer. „Rang und Namen bedeuteten ihr wenig. Vielmehr stand (...) das rein Menschliche im Vordergrund.“ Nach dem Anschluss Österreichs an das Deutsche Reich wurde sie aus der Reichsschrifttumskammer ausgeschlossen, ihre Bücher wurden verboten, weil sie in die Zeit des Hitler-Stalin-Pakts nicht passten – nach dem Überfall auf die Sowjetunion aber wurden sie ins Russische übersetzt und als antibolschewistisches Propagandamittel an der Ostfront eingesetzt. Als im April 1945 der 23-jährige Sohn Jurka in den letzten Kämpfen um Wien von Rotarmisten erschossen wurde und ihr Leben in Anbetracht der vorrückenden Sowjetarmee erneut bedroht war, floh sie mit ihrem Mann in die Schweiz.

### Exil in der Schweiz

Alja Rachmanowa in Ettenhausen um 1965

Das Buch Einer von Vielen widmete Rachmanowa Jurkas Andenken. Sie schilderte darin die Ereignisse von der Übersiedlung nach Salzburg 1927 bis zum Tod des Sohns. Arnulf von Hoyer schrieb 1946 in einem Brief an Freunde in Salzburg: „Es ist für uns natürlich sehr traurig, dass wir immer wieder von vorne anfangen müssen, und wir sind, offen gestanden schon sehr müde. Das Alleinsein, ohne unser einziges Kind, fällt uns sehr schwer und das Heimweh macht uns das Leben auch nicht leichter“.
Die Hoyers bezogen am 27. Januar 1948 in Ettenhausen im Kanton Thurgau ihren letzten Wohnsitz. Galina schrieb Romanbiographien russischer Schriftsteller, die von Arnulf Hoyer ins Deutsche übersetzt wurden. Nach dessen Tod 1971 war Alja Rachmanowa auf die Pflege einer Nachbarin angewiesen. Sie starb während des schon absehbaren Zusammenbruchs der Sowjetunion und wurde auf dem Salzburger Kommunalfriedhof beigesetzt.
Ihre Bücher erreichten eine Gesamtauflage von über zwei Millionen.